# Robert Kiesel
Robert Allan „Bob” Kiesel (ur. 30 sierpnia 1911 w Sacramento w Kalifornii, zm. 6 sierpnia 1993 w Boise w Idaho) – amerykański lekkoatleta sprinter, mistrz olimpijski z 1932 z Los Angeles.
Nie zdobył wielu indywidualnych tytułów, ale był jednym z czołowych sprinterów amerykańskich pierwszej połowy lat 30. XX wieku, o czym świadczą jego rekordy życiowe: 9,5 s w biegu na 100 jardów i 20,8 s w biegu na 220 jardów.
Na igrzyskach olimpijskich w 1932 w Los Angeles biegł na 1. zmianie 4 × 100 metrów, która zdobyła złoty medal, w półfinale ustanowiła rekord świata wynikiem 40,6 s, a w finale poprawiła go na 40,0 s (w składzie: Kiesel, Emmett Toppino, Hector Dyer i Frank Wykoff). Zdobył akademickie mistrzostwo USA (IC4A) w 1932 w biegu na 220 jardów, a w 1934 w biegach na 100 jardów i na 220 jardów. Był wówczas studentem University of California.
Po ukończeniu studiów pracował do 1941 w fabryce farb, zaś po II wojnie światowej prowadził rodzinne przedsiębiorstwo w branży inwestycji i nieruchomości, a później farmę w Idaho.